# Tobias Lawal
Tobias Lawal, né le 7 juin 2000 à Linz, est un footballeur international autrichien qui joue au poste de gardien de but au KRC Genk.

## Biographie
Tobias Lawal est né d'un père nigérian et d'une mère autrichienne. 

### En club
À l'automne 2017, Tobias Lawal est prêté au FC Wels, club où il commence sa carrière professionnelle.
Le 29 juillet 2018, Tobias Lawal dispute son premier match en professionnel contre l'équipe réserve du Wacker Innsbruck sous les couleurs du FC Juniors OÖ, club en coopération avec le LASK. 
Le 4 octobre 2020, il dispute son premier match avec le LASK en Bundesliga contre le Rapid Vienne.
Après le départ du titulaire Alexander Schlager au RB Salzbourg en 2023, Tobias Lawal devient le titulaire dans les cages du LASK. Il dispute son premier match européen le 24 août 2023 en barrages de qualification à la Ligue Europa contre le Zrinjski Mostar.

### En sélection
Le 21 septembre 2020, Tobias Lawal est convoqué pour la première fois en équipe du Nigeria. Il doit finalement quitter le rassemblement quelques jours plus tard, car il n'obtient pas son passeport nigérian à temps. 
En novembre 2023, il est convoqué pour la première fois en équipe d'Autriche. En mai 2024, il fait partie de la liste élargie convoquée par Ralf Rangnick pour participer à l'Euro 2024.